# اریکو ماتسویی
اریکو ماتسویی (انگلیسی: Eriko Matsui; ۸ مارس ۱۹۸۹ – ) صداپیشه اهل ژاپن بود. وی از سال ۲۰۰۹ میلادی تاکنون مشغول فعالیت بوده‌است.